# 群芳站
群芳站是一个位于中国北京市通州区梨园镇东小马庄村与文景街道交界处，属于北京地铁7号线的地铁车站，于2019年12月28日开通投入使用。

## 位置
位于通州区梨园镇东小马庄村，群芳南街与规划将军府东一路（后命名为金庄一巷）交叉口处，沿东西向敷设。因位于群芳片区而得名。

## 结构
群芳站为地下二层车站，岛式站台设计。
| 地面层          | 街道                          | A-D出入口                        |
| 地下一层 站厅层 | 站厅                          | 客务中心、自动售票机、进出站闸机 |
| 地下二层 站台层 |                               | █ 7号线往北京西站（万盛东）      |
| 地下二层 站台层 | 岛式站台，左側開门            |                                  |
| 地下二层 站台层 | █ 7号线往环球度假区（高楼金） |                                  |

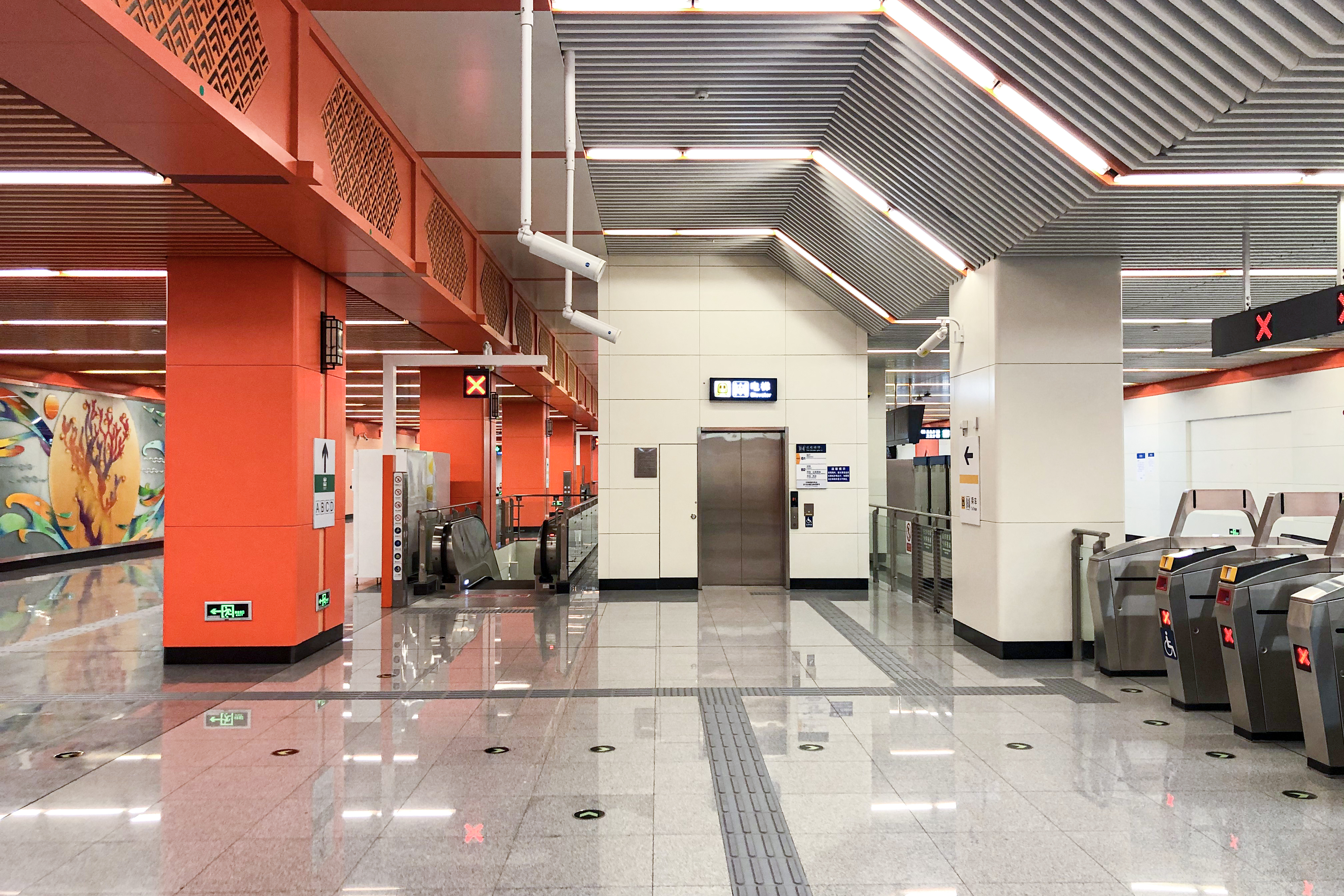
站厅（2021年5月摄）

站厅设有主题艺术墙《上善若水》，运用彩色玻璃塑造流畅的水带组合体，并将写意的植物与抽象的水韵有机结合，以行云流水之势彰显出“水”的主题。

## 出入口
|                       |                    |                        |      |            |
| 编号                  | 指示               | 建议前往的目的地       | 照片 | 无障碍设施 |
| 出口 · A · 升降机标志 | 万盛南街           | 荟萃南路、群芳二园东区 |      |            |
| 出口 · B              | 群芳南街           | 东小马庄村             |      | 不適用     |
| 出口 · C · 升降机标志 | 群芳南街           |                        |      |            |
| 出口 · D              | 万盛南街、群芳南街 |                        |      | 不適用     |
| 註： 設有             |                    |                        |      |            |

## 历史
本站工程名为小马庄站。2019年5月，北京市规划和自然资源委员会提出7号线东延车站命名预案，拟将本站定名为群芳站。2019年11月20日，本站正式定名为群芳站。